# 5102-es mellékút (Magyarország)
Az 5102-es út egy majdnem pontosan 5,6 kilométer hosszú, négy számjegyű mellékút Pest vármegye területén. A Csepel-sziget gerincútjának tagjaként Szigetszentmiklós elkerülő  útjának tekinthető, amellett pedig a várost köti össze az M0-s autóúttal, illetve a tőle délebbre fekvő településekkel.

## Nyomvonala
Szigetszentmiklós északi külterületei között indul, alig több, mint 150 méterre délre az M0-s autóút szigetszentmiklósi csomópontjától, az 51 101-es számú mellékút egy körforgalmú csomópontjából kiágazva; utóbbi Csepel-Háros városrészben válik ki az 5101-es út fővárosi szakaszából és későbbi szakaszain Szigetszentmiklós főutcáját képezi, és itt bő 2,5 kilométer megtételén van túl. Ugyanebbe a körforgalomba csatlakoznak bele az M0-s autóút szigetszentmiklósi csomópontjának, illetve Csepel pihenőhelyének az M3-as irányú forgalmat kiszolgáló le- és felhajtó ágai (50 611, 50 613) is.
Nyugat felé indul, Kántor utca néven, de a belterület szélét elérve, alig negyed kilométer után délnyugatnak fordul. 1,6 kilométer után ismét egy körforgalomhoz ér, ott az 5103-as út torkollik bele északi irányból, bő 2 kilométer megtételét követően. 2,7 kilométer után éri el a város lakott területének északi szélét, ott ismét keresztülhalad egy körforgalmon, ám azt elhagyva változatlan irányban halad tovább, majdnem pontosan délnyugati irányt követve. Így is ér véget, beletorkollva az 5101-es út 14. kilométere után létesült körforgalomba, pár lépésre Halásztelek határszélétől, illetve alig nagyobb távolságra Szigetszentmiklós, Halásztelek és Tököl hármashatárától.
Teljes hossza, az országos közutak térképes nyilvántartását szolgáló kira.gov.hu adatbázisa szerint 5,606 kilométer.

## Története
2010-2011 között épült.